# Kościół św. Wawrzyńca w Roßtalu
Kościół św. Wawrzyńca – gotycki kościół protestancki, znajdujący się w miejscowości Roßtal. Został zbudowany jako kościół romański. Z tego okresu zachowała się romańska krypta. Kościół został przebudowany w stylu późnego gotyku około 1500 r.

## Źródła
- Georg Dehio: Handbuch der Deutschen Kunstdenkmäler. Bayern I. Die Regierungsbezirke Oberfranken, Mittelfranken und Unterfranken. Deutscher Kunstverlag, München/Berlin 1999, ISBN 3-422-03051-4, S. 896–897.